# Siphona samarensis
Siphona samarensis là một loài ruồi trong họ Tachinidae.